# Eulycia eugonia
Eulycia eugonia är en fjärilsart som beskrevs av Louis Beethoven Prout 1938. Eulycia eugonia ingår i släktet Eulycia och familjen mätare. Inga underarter finns listade i Catalogue of Life.